# پن‌ایر
پن‌ایر (به انگلیسی: PenAir) یک شرکت هواپیمایی با کد یاتا KS است که در تاریخ ۱۹۵۵ میلادی تأسیس شده است.
دفتر مرکزی پن‌ایر در انکوریج، ایالات متحده آمریکا واقع شده‌است و به ۱۶ مقصد، پرواز مستقیم انجام می‌دهد.